# Вальяла
Ва́льяла (эст. Valjala) — посёлок в волости Сааремаа уезда Сааремаа, Эстония.
До реформы местных самоуправлений 2017 года входил в состав волости Вальяла и был её административным центром.

## География и описание
Расположен в юго-восточной части острова Сааремаа,  на перекрёстке шоссе Курессааре—Куйвасту и дороги Каллемяэ. Расстояние до волостного и уездного центра — города Курессааре — 23 километра. Высота над уровнем моря — 15 метров.
Климат умеренный. Официальный язык — эстонский. Почтовый индекс — 94302.

## Население
По данным переписи населения 2021 года, в Вальяла проживали 414 человек, из них 408 (98,8 %) — эстонцы.
По данным Департамента статистики, по состоянию на 1 января 2020 года в посёлке насчитывалось 409 жителей, из них  200 мужчин и 209 женщин; детей в возрасте до 14 лет включительно — 63, лиц трудоспособного возраста (15–64 года) — 269, лиц пенсионного возраста (65 лет и старше) — 77.
По данным переписи населения 2011 года, в посёлке проживали 410 человек, из них 406 (99,0 %) — эстонцы.
Численность населения посёлка Вальяла:
| Год  | 2000 | 2011  | 2017  | 2018  | 2019  | 2020  | 2021  |
| ---- | ---- | ----- | ----- | ----- | ----- | ----- | ----- |
| Чел. | 513  | ↘ 410 | ↗ 430 | ↘ 419 | ↘ 417 | ↘ 409 | ↗ 414 |

## История
Посёлок получил название Вальяла в ходе реформы населённых пунктов 1977 года. До этого его официальным названием было Ки́рику (эст. Kiriku, в переводе с эст. — «Церковный»), в местном произношении Ке́ргу (Kergu). На месте его расположения в письменных источниках 1855–1859 годов упоминается Папьялевъ, примерно 1900 года — Кирико.
Развитие населённого пункта было тесно связано с Вальялаской приходской церковью. Её построили после 1227 года, когда остров был завоёван меченосцами. У церкви находится кладбище древних островитян, относящееся к XII веку. На военно-топографических картах Российской империи (1846–1897 годы), в состав которой входила Лифляндская губерния, эта церковь обозначена как Цер.Вольде.
В Ливонской хронике Генриха Латвийского упоминается castrum Waldja — городище Вальяла. Оно было одним из самых укреплённых на Сааремаа.
Согласно эстонской мифологии, в Вальяла жил брат Большого Тылля.

Памятник советским воинам, павшим во II мировой войне, в Вальяла, 2020 год. Плита демонтирована в 2023 году

В советское время на территории деревни был установлен памятник советским воинам, павшим во Второй мировой войне, с надписью на эстонском языке «Слава павшим героям 1941—1945 [74 имени]» (объект культурного наследия). В протоколе от 30 ноября 2022 года рабочая группа по советским памятникам при Госканцелярии Эстонии признала памятник «красным монументом», подлежащим удалению из общественного пространства. Плита с надписью была демонтирована весной 2023 года (см. Список советских военных памятников Эстонии).

## Инфраструктура
В посёлке работают основная школа (в 2002/2003 учебном году 198 учеников, в 2009/2010 учебном году 120 учеников), детский сад, народный дом, библиотека, аптека и почтовое отделение.

## Достопримечательности
- Церковь святого Мартина. Считается первой каменной церковью, построенной в Эстонии[13][21][22]. Внесена в Государственный регистр памятников культуры Эстонии[22].

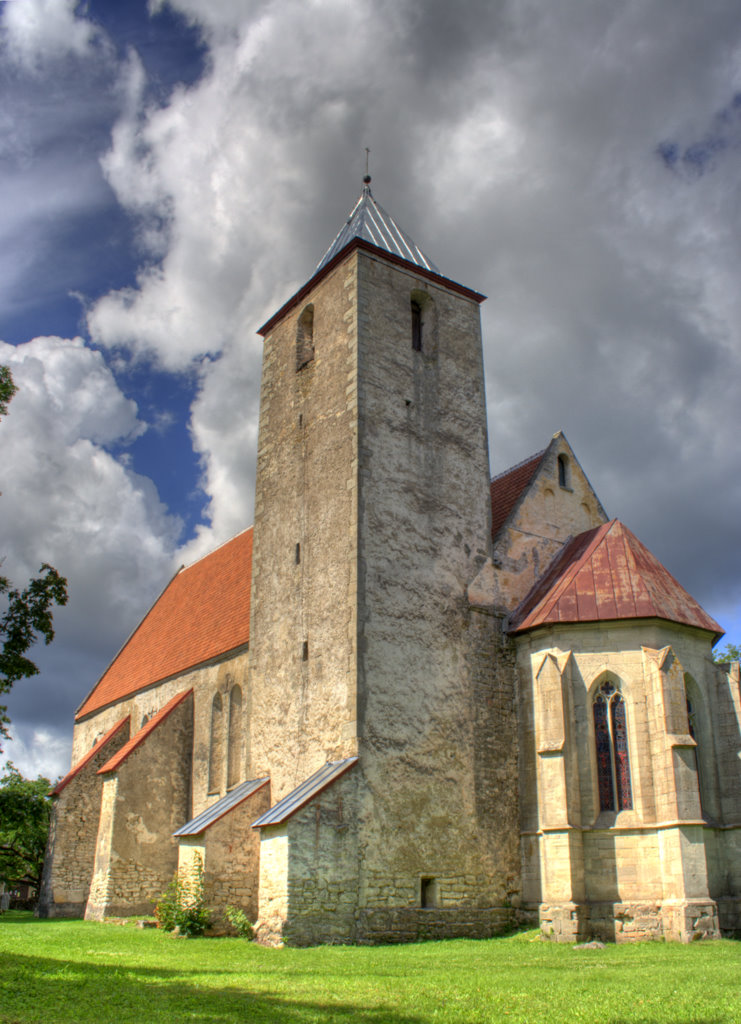
Церковь св. Мартина

Первоначальная церковь представляла собой строение в виде часовни c характерной для романского стиля полукруглой апсидой и небольшим прямоугольным главным залом. Во второй четверти XIII века было построено однонефное длинное сводчатое здание с тремя арками, парными окнами, тремя романскими порталами и его западный фасад с круглым окном. В третьей четверти XIII века всё здание стало сводчатым и было превращено в оборонительную церковь. Башня над ризницей построена, вероятно, в XVII веке из примечательных надгробий XIII века. Сохранились уникальные фрагменты фресок XIII века — самые старые в Эстонии. В интерьере заслуживает внимания крестильный камень с витым цветочным орнаментом в романском стиле; он является одним из уникальнейших в Прибалтике объектов мастерства по резке камня.
Последние крупные реставрационные работы в церкви были проведены в 1971 году (эстонский реставратор Виллем Раам (Villem Raam) и московский реставратор Владимир Филатов). В 1972–1976 годах проведено зондирование, реставрация и консервация настенных росписей (реставраторы Виллем Раам, Владимир Филатов и химик Анна Иванова).
- Памятник Освободительной войне в церковном саду, один из трёх на острове, открыт в 1923 году, взорван в 1944 году (по другим данным в 1947) восстановлен в 1993 году.  На обелиске 19 имён погибших. Памятник внесён в Государственный регистр памятников культуры Эстонии. Архитектор восстановленного памятника — Андро Мянд (Andro Mänd)[20][23].

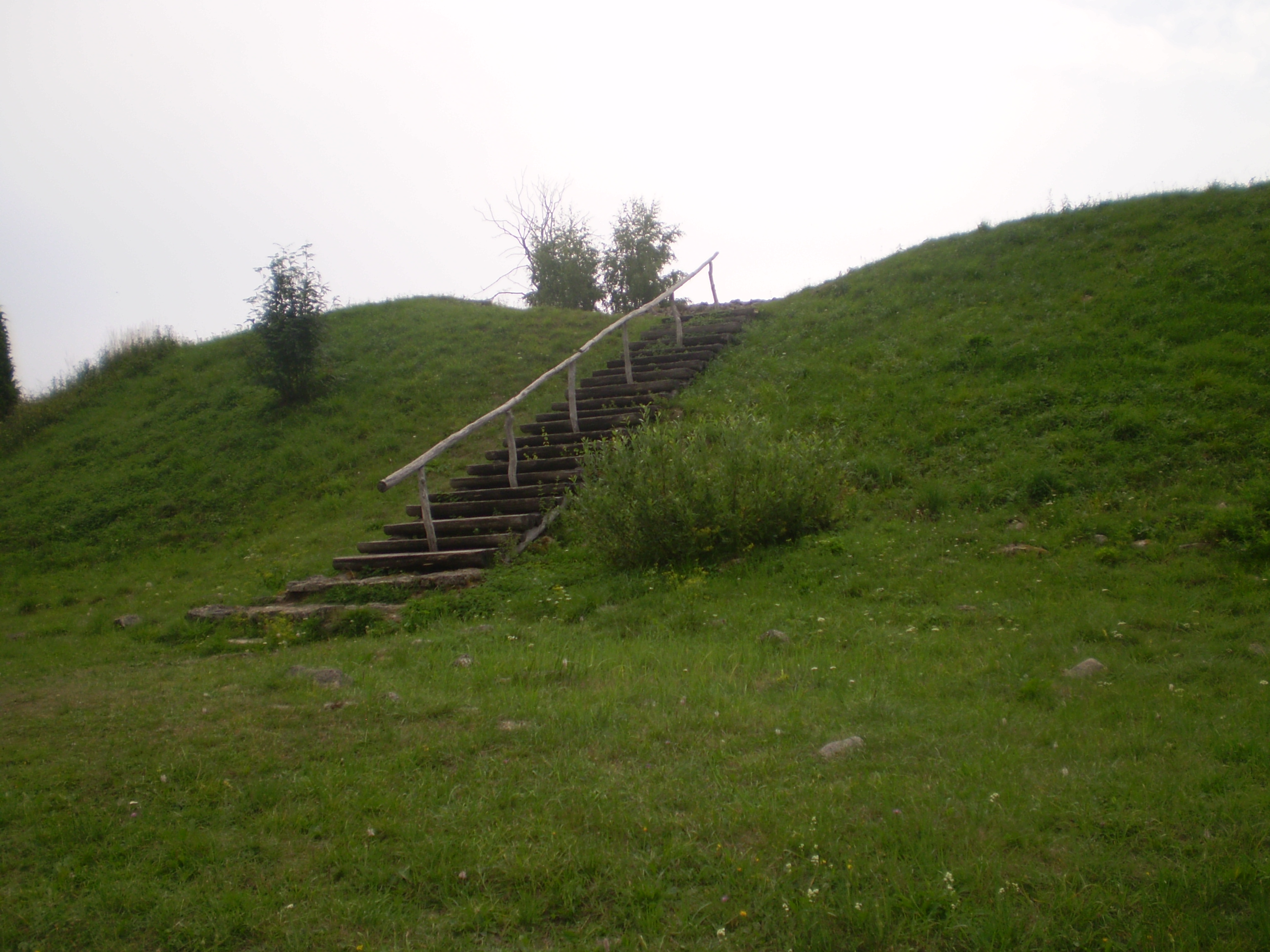
Городище Вальяла

- Городище Вальяла. Расположено в одном километре к югу от посёлка[13].

Диаметр овальнообразного городища с северо-востока на юго-запад составляет 120 метром, с юго-востока на северо-запад — 110 метров; высота внешней стороны склона 5–8 метров, уклон 25–28 градусов. Археологические раскопки впервые провели здесь в 1895 году московский археолог С. К. Богоявленский и мызник Штакельберг. В ходе раскопок 1962–1964 годов были уточнены конструкции насыпи, обнаружены основания постройки и днище печи. Общая площадь городища — около 3600 м2.
- На старом кладбище Вальяла есть памятник семейству Шмидтов, из которого Иоганн Генрих Шмидт (Johann Heinrich Schmidt) и Август Генрих Шмидт (August Heinrich Schmidt) были церковно-приходскими учителями в Вальяла[20].

## Известные уроженцы
- Карл Кидер (Karl Kider, псевдоним Redik Soar) (1882—1946), работал школьным учителем как в Эстонии, так и в эстонских селениях на Кавказе и в Крыму; также работал журналистом и опубликовал рассказы для детей, юморески и пьесы[13].

## Происхождение топонима
Название Вальяла происходит, вероятно, от личного имени  Valdja ‹ Valdija, к которому было добавлено окончание -la. По своему значению это название сопоставимо с финским словом valtias («господин, правитель»). По мнению бывшего пастора Вальяла Августа фон Шмидта, название церковного прихода произошло от цвета чулок: Valg-jala от словосочетания valge jalg («белая нога»).

## Комментарии
1. ↑  Эстонские топонимы, оканчивающиеся на -а, не склоняются и не имеют женского рода (исключение — Нарва)[6].